# احمد بهرامی (کارگردان)
احمد بهرامی کارگردان اهل ایران است.

## زندگی‌نامه
احمد بهرامی دانش‌آموخته کارگردانی سینما از دانشگاه سوره است. او کارگردانی چند فیلم کوتاه و چند مجموعه مستند تلویزیونی به همراه کارگردانی دو تله فیلم «پایانیک رؤیا» و «تونل» برای شبکه یک سیما را در کارنامه خود دارد، با اولین فیلم بلند سینمایی‌اش، «پناه» کاندیدای دریافت جایزه ویژه جشنواره مدیترانه ای کن شد. فیلم دوم او دشت خاموش توانست عنوان بهترین فیلم را در بخش افق‌های هفتاد و هفتمین دوره جشنواره بین‌المللی فیلم ونیز از آن خود کند…

## فیلمشناسی
| سال  | عنوان     | سمت      | سمت     | توضیحات                   |
| سال  | عنوان     | کارگردان | نویسنده | توضیحات                   |
| ---- | --------- | -------- | ------- | ------------------------- |
| 1395 | پناه      | آری      | آری     | نویسندهٔ مشترک: ناهید صدیق |
| 1398 | دشت خاموش | آری      | آری     |                           |
| 1400 | شهر خاموش | آری      | آری     |                           |
| 1402 | مرد خاموش | آری      | آری     |                           |